# Républicanisme au Royaume-Uni
 (septembre 2014).
Si vous disposez d'ouvrages ou d'articles de référence ou si vous connaissez des sites web de qualité traitant du thème abordé ici, merci de compléter l'article en donnant les références utiles à sa vérifiabilité et en les liant à la section « Notes et références ».
Le républicanisme au Royaume-Uni désigne un mouvement politique qui vise à supprimer la monarchie britannique afin de la remplacer par une république à la tête de laquelle les chefs d'État ne se succéderaient plus de façon héréditaire. La méthode par laquelle ce dernier doit être choisi a donné forme à plusieurs courants républicains, certains privilégiant la nomination d'un président aux pouvoirs limités, d'autres soutenant l'idée de garder le régime institutionnel tel qu'il est mais sans monarque. 

## Histoire
Un gouvernement républicain a existé au milieu du XVIIe siècle, à l'issue de la Première Révolution anglaise et de la victoire parlementaire qui avait suivi. Le principal groupe de pression souhaitant la suppression de la monarchie est républicain, mais le régime monarchique rencontre toujours un fort soutien populaire. L'expression de vues républicaines reste théoriquement illégale au regard de la loi britannique, mais, si elle est pacifique, est aujourd'hui tolérée (le crime de lèse-majesté étant encore d'actualité dans le code juridique et constitutionnel anglais).

## Contexte juridique
Selon la lettre de la loi britannique, promouvoir le remplacement de la monarchie par une république est un délit passible d'emprisonnement. Le Treason Felony Act (loi sur la haute trahison) de 1848 interdit la propagande républicaine par voie imprimée, même si le but proposé est poursuivi par des voies pacifiques ; la peine encourue, initialement la déportation en Australie, a été commuée ensuite en détention à perpétuité. Ces dispositions n'ont pas été abrogées. Cependant, conformément au Human Rights Act de 1998, les Law Lords ont confirmé en 2003 que bien que le Treason Felony Act fasse toujours partie des textes de lois, il doit être interprété de façon compatible avec le Human Rights Act, et ne peut donc plus être opposé à une activité républicaine paisible,.

## Drapeau

Drapeau républicain britannique, utilisé depuis 1816 au moins jusqu'en 1935.

Depuis le début de la Révolution française jusqu'au commencement du XIXe siècle, le tricolore bleu-blanc-rouge révolutionnaire a été utilisé dans toute l'Angleterre, le pays de Galles et de l'Irlande, au mépris de l'établissement royal. Pendant les émeutes de Spa Fields (en) de 1816, un drapeau horizontal « vert, blanc et rouge » est apparu pour la première fois. Il est bientôt suivi par une version rouge, blanc et vert horizontal, drapeau prétendument utilisé au cours de la rébellion de Pentrich (en) en 1817 et le massacre de Peterloo en 1819. Ce dernier serait devenu connu comme le drapeau républicain britannique. Il peut avoir été inspiré par le drapeau tricolore révolutionnaire français, mais cela est peu clair. Il a cependant été souvent accompagné de slogans composés de trois mots tels que « Fraternité - Liberté - Humanité » (une référence claire à Liberté, égalité, fraternité), et adopté par le mouvement chartiste dans les années 1830.